# Кидюга (посёлок)
Кидюга — поселок в Устьянском районе Архангельской области.

## География
Находится в южной части Архангельской области на расстоянии приблизительно 102 км на восток-северо-восток по прямой от административного центра района поселка Октябрьский на правом берегу реки Устья.

## История
В 1939 году отмечался как починок в Синицком сельсовете Черевковского района. Ныне здесь размещается Синицкая основная школа, больница, лесничество. До 2022 года поселок был административным центром Синицкого сельского поселения до его упразднения.

## Население
Численность населения: 476 человек (русские 97 %) в 2002 году, 401 в 2010.